# Priscilla Pani
Priscilla Pani (* vor 1990) ist eine italienische Teilchenphysikerin und Spezialistin für dunkle Materie. Sie ist Trägerin des Hertha-Sponer-Preises  der Deutschen Physikalischen Gesellschaft (DPG) 2020.

## Herkunft und Ausbildung
Priscilla Pani studierte Physik an der Universität La Sapienza in Rom und erwarb Bachelor- (2008) und Master-Abschluss (2010) jeweils mit Auszeichnung. Sie wechselte an das niederländische Forschungszentrum NIKHEF in Amsterdam, als Mitglied der ATLAS-Kollaboration promovierte sie 2014.

## Karriere

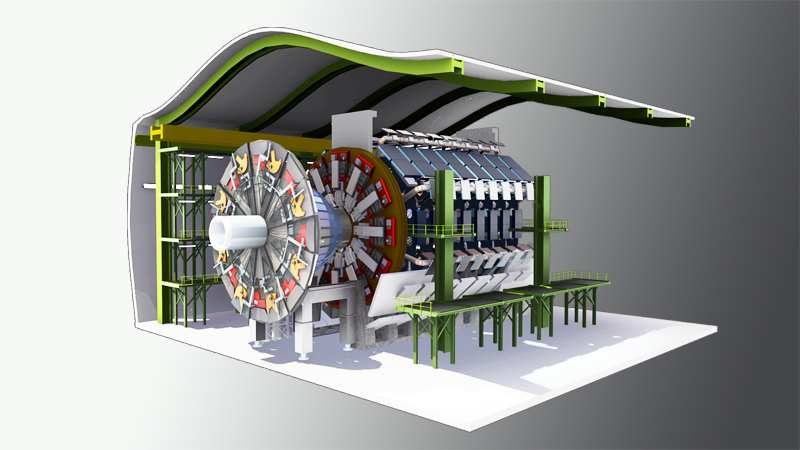
3D-Modell des ATLAS-Detektors im Large Hadron Collider

Nach ihrem Studium ging sie als Postdoc an die Universität Stockholm, im Anschluss arbeitete sie auf der Suche nach dunkler Materie am Large Hadron Collider (LHC) des CERN. Seit 2018 ist sie Leiterin einer Helmholtz-Nachwuchsgruppe am Deutschen Elektronen-Synchrotron (DESY) in Zeuthen.
Die so genannte DESY-ATLAS-Gruppe berechnete aus Daten des ATLAS-Detektors, der Kollisionsereignisse mit Top-Quarks aufzeichnet, Hinweise auf dunkle Materie zu suchen. Gemäß der Laudatio beim Hertha-Sponer-Preis 2020 wurden durch diese Arbeit die Grenzen für die Suche nach bisher unentdeckten Teilchen verschoben, deren Entdeckung neue Erkenntnisse über die dunkle Materie liefern könnte, aus der ein Großteil der Materie des Universums bestehen muss.
Neben der Suche nach dunkler Materie war Priscilla Pani in der ATLAS-Kollaboration auch an anderen Analysen beteiligt und hat speziell zur Untersuchung von Modellen mit Higgs-Teilchen beigetragen.

## Auszeichnungen
- 2020 Hertha-Sponer-Preis der Deutschen Physikalischen Gesellschaft (DPG) für ihre essenziellen Beiträge zur Suche nach dunkler Materie am LHC. Die von ihr geleitete ATLAS-Analyse hat Signaturen dunkler Materie in verschiedenen Modellen untersucht und so neue Grenzen gesetzt, unter anderem in Theorien mit Higgs-Bosonen außerhalb des Standardmodells.[1]

## Publikationen (Auswahl)
- Constraints on mediator-based dark matter models using √s = 13 TeV p p collisions at the LHC with the ATLAS detector ATLAS-CONF-2018-051, 7. November 2018
- mit Ulrich Haisch: Determining the CP nature of spin-0 mediators in associated production of dark matter and t¯t pairs JHEP CERN-TH-2016-243 21. Februar 2017
- mit Giacomo Polesello: Dark matter production in association with a single top-quark at the LHC in a two-Higgs-doublet model with a pseudoscalar mediator Phys.Dark Univ. 21, 8-15, 2018 doi:10.1016/j.dark.2018.04.006